# オホーツク社会人サッカーリーグ
オホーツク社会人サッカーリーグ（オホーツクしゃかいじんサッカーリーグ）とは、全国の各都道府県にあるサッカーの都道府県リーグの下部の支部リーグのひとつ。北海道オホーツク地区のクラブチームが参加するリーグである。

## 概要・レギュレーション
2025年度のオホーツク社会人サッカーリーグは全2部構成となっている。
- 1部 : 4チーム 2回戦総当たり方式
- 2部 : 4チーム 2回戦総当たり方式

道東ブロックリーグからの降格やチームの新規参入、解散などによってチーム数が増減する。

### 昇格・降格に関して
- 優勝チームは道東ブロックリーグ3位以下のオホーツク地区チームとの入れ替え戦で勝利すれば昇格となる。[注 1]
- 1部リーグ最下位チームと2部リーグ優勝チームで入れ替え戦を行い、勝利チームが1部リーグ所属となる。[3]

## 参加クラブ（2025年）

### 1部リーグ
- FC.BIHORO
- サロマFC
- 遠軽社会人FC
- FCベーネ

### 2部リーグ
- 北見Socorro
- 紋別蹴球団
- F.C.Mirra
- Revival S.C

出典 : 